# Marie Do Régo
Marie Do Régo  est une personnalité publique béninoise, épouse de  Hubert Maga président de la République du Dahomey de 1960 à 1963 et de 1970 à 1972.

## Biographie

### Formation et débuts
Marie Do Régo est infirmière catholique à Ouidah. Elle épouse Hubert Maga alors élève instituteur de 23 ans. 
Le couple donnera naissance a trois filles et deux garçons.
Elle décède en 2007[réf. nécessaire].

### Œuvres caritatives
Elle crée et à partir de 1961 le Groupement des femmes dahoméennes (GFD), qui sensibilise et éduque les Dahoméennes, avec comme mission d'éveiller leur conscience politique et sociale. C'est un mouvement autour du parti[Lequel ?], qui organise des voyages de propagande et d’étude,.